# منتخب أستراليا لسباعيات الرغبي للسيدات
منتخب أستراليا الوطني لسباعيات الرغبي للسيدات (بالإنجليزية: Australia women's national rugby sevens team)‏ هو ممثل أستراليا الرسمي في المنافسات الدولية في سباعيات الرغبي للسيدات.

## وصلات خارجية
- الموقع الرسمي